# Jaak Uudmäe
Jaak Uudmäe (Tallinn, 3 september 1954) is een Estisch voormalig atleet, die gespecialiseerd was in het hink-stap-springen. Hij kwam tijdens zijn atletiekloopbaan uit voor de Sovjet-Unie.

## Biografie
Uudmäe won tijdens de Olympische Zomerspelen 1980 in Moskou de gouden medaille bij het hink-stap-springen met een afstand van 17 meter en 35 centimeter.

## Titels
- Olympisch kampioen hink-stap-springen - 1980

## Persoonlijke records
| Onderdeel          | Prestatie | Datum        | Plaats |
| ------------------ | --------- | ------------ | ------ |
| hink-stap-springen | 17,35 m   | 25 juli 1980 | Moskou |

## Palmares

### hink-stap-springen
- 1977:  EK indoor - 16,46 m
- 1980:  OS - 17,35 m

1896: James Connolly ·
1900: Meyer Prinstein ·
1904: Meyer Prinstein ·
1908: Tim Ahearne ·
1912: Gustaf Lindblom ·
1920: Vilho Tuulos ·
1924: Nick Winter ·
1928: Mikio Oda ·
1932: Chuhei Nambu ·
1936: Naoto Tajima ·
1948: Arne Åhman ·
1952: Adhemar da Silva ·
1956: Adhemar da Silva ·
1960: Józef Szmidt ·
1964: Józef Szmidt ·
1968: Viktor Sanjejev ·
1972: Viktor Sanjejev ·
1976: Viktor Sanjejev ·
1980: Jaak Uudmäe ·
1984: Al Joyner ·
1988: Christo Markov ·
1992: Mike Conley ·
1996: Kenny Harrison ·
2000: Jonathan Edwards ·
2004: Christian Olsson ·
2008: Nelson Évora ·
2012: Christian Taylor ·
2016: Christian Taylor ·
2020: Pedro Pablo Pichardo ·
2024: Jordan Díaz
- Gemeinsame Normdatei: 1185808787
- World Athletics: 14345641
- International Standard Name Identifier: 0000 0000 3680 6189
- Library of Congress Control Number: n2007066795
- Virtual International Authority File: 70844960
- WorldCat: E39PBJtcJ4B8PmRXwBCG4BRBT3